# Chine-collé
Con il termine cina applicata o chine-collé (in francese), chiamata anche carta cina, carta bibbia e carta india, si indica uno speciale tipo di carta, generalmente molto leggera, che può essere stampata e applicata/collata, in fase di stampa, su una carta più spessa. Tale supporto è il foglio sul quale viene stampata una matrice grafica (xilografica, calcografica o litografica).
L'uso della carta cina, come viene denominata comunemente in Italia, è essenziale sia per ottenere segni più decisi sia toni più vellutati dando, inoltre, la possibilità di realizzare stampe d'arte con una colorazione omogenea nel fondo (fondino), data dal colore della carta cina stessa. Questa, infatti, può essere di varie colorazioni, dai grigi ai colori avoriati fino ai gialli, più o meno intensi.